# Станкостроение России
Станкостроение России — отрасль российского машиностроения, специализирующаяся на производстве оборудования и расходных материалов для оснащения промышленных производств. Сюда входит оборудование для обработки материалов (металло- и деревообработки, литья пластмасс, 3D печати и т. п.), оборудование для формовки, фасовки и упаковки. Также к отрасли можно отнести производство технологической оснастки и систем управления станками.

## Обзор
в СССР: см. Машиностроение СССР
В конце 1980-х годов станкостроение в РСФСР занимало первое место среди республик СССР по абсолютному объёму производства станков и по количеству изобретений и других объектов интеллектуальной собственности.
С распадом СССР, утерей технологических и сбытовых связей, падением промышленности (вызвавшим падение спроса на оборудование), неконкурентоспособностью на мировом рынке, а также деструктивными действиями иностранных инвесторов и собственников станкостроительных заводов — станкостроение России переживает тяжёлый кризис. Выпуск металлорежущих станков с 1990 по 2006 гг. уменьшился почти в 14 раз. 
На современном этапе (2010-е) предпринимаются попытки оживления производств некоторых видов станков (для авиационной промышленности и т. п.).

В 2013 году под эгидой госкорпорации «Ростех» в качестве системного интегратора российских станкостроительных предприятий был создан холдинг «Станкопром».
На 2016 год, по данным Минпромторга РФ, в России действует более 40 станкостроительных предприятий.
При этом, станкостроение в стране отличается высокой концентрацией производства: в 2018 году 50 % суммарного выпуска отрасли пришлось на четыре предприятия.
В отрасли занято (на 2018 год) свыше 8 тыс. человек.
По итогам 2017 года крупнейшие производители металлорежущих станков:
НПО «Станкостроение»,
Липецкий станкостроительный завод,
Ульяновский станкостроительный завод (Ульяновск),
«Станкотех» (Коломна),
станкозавод «САСТА» (г. Сасово), «СтанкоМашСтрой» (Пенза, основана в 2006 году). 

Крупнейшие производители кузнечно-прессового оборудования: «АлтайПресс», «Тяжпрессмаш» (Рязань), «Сиблитмаш», «Гидропресс».
Также, Балтийская промышленная компания (Ленинградская область), Ковровский электромеханический завод.
В 2016 году станкостроительные заводы, в том числе принадлежащие иностранцам, выпустили 6,3 тыс. единиц российского металлообрабатывающего оборудования, ещё 8,5 тыс. единиц импортировано; в итоге впервые в новой России обновление парка станков приблизилось к 1 %.
После спада 2022 года отрасль находится в стадии компенсационного роста, достигнув максимума в первом квартале 2024 года.
Основной вклад в динамику развития с 2021 по 2023 год внесли два типа предприятий: предприятия по производству машин и оборудования общего назначения (рост производства на 45,3 %) и предприятия по производству станков, машин и оборудования для обработки металлов и прочих твердых материалов (рост на 31,5 %).
В 2024 году производство в станкостроении по-прежнему остается на высоком уровне – по разным видам станков рост на 35-50 %, примерно 30 % произведенных видов станков более чем вдвое превзошли показатель 2021 года. При этом, наибольший рост с 2021 по 2023 год зафиксирован по расточным металлорежущим станкам: объем их выпуска увеличился практически в семь раз – с 32 до 221 единиц; объем выпуска по сверлильным и металлорежущим станкам вырос в 3,4 раза, по фрезерным металлорежущим станкам – тоже в 3,4 раза.
|                                                        | 2010     | 2011      | 2012      | 2013         | 2014          | 2015          | 2016          | 2017          | 2018      |
| ------------------------------------------------------ | -------- | --------- | --------- | ------------ | ------------- | ------------- | ------------- | ------------- | --------- |
| Станки всего, шт (млрд.руб)                            | 8959 (?) | 11095 (?) | 10670 (?) | 10668 (9,48) | 11083 (11,13) | 11320 (11,71) | 12060 (17,06) | 13001 (18,07) | 15498 (?) |
| В том числе машины кузнечно-прессовые, шт (млрд.руб)   | 2218 (?) | 2492 (?)  | 2098 (?)  | 2162 (2,13)  | 2336 (3,42)   | 3200 (1,79)   | 2810 (4,84)   | 4009 (3,49)   | 4416 (?)  |
| В том числе станки металлорежущие, шт (млрд.руб)       | 2832 (?) | 3280 (?)  | 3467 (?)  | 2945 (6,59)  | 3871 (7,00)   | 3367 (9,04)   | 4166 (11,75)  | 4185 (14,06)  | 4619 (?)  |
| В том числе станки деревообрабатывающие, шт (млрд.руб) | 3909 (?) | 5323 (?)  | 5105 (?)  | 5561 (0,76)  | 4876 (0,71)   | 4753 (0,88)   | 5084 (0,47)   | 4807 (0,52)   | 6463 (?)  |

Тесная интеграция со станкостроением Белоруссии.

### Государственная политика
Летом 2011 года принимается подпрограмма «Развитие отечественного станкостроения и инструментальной промышленности» на 2011—2016 годы, из федеральной целевой программы «Национальная технологическая база» на 2007—2011 годы.
В 2011 году принимается постановление правительства РФ № 56, которое запрещало оборонным предприятиям закупать импортные станки, имеющие аналоги производства России. Этот запрет впоследствии регулярно продлялся.
см. также: Импортозамещение в России
В 2020 году правительство утверждает стратегию развития станкоинструментальной промышленности до 2035 года. Документ задаёт достижение показателей по локализации производства станков в 70 %, рост объема производства станкоинструментальной продукции в 2,4 раза по сравнению с 2019 годом.
В 2023 г. была утверждена концепция технологического развития России, созданная для поддержания ключевых направлений: станкостроения, радиоэлектроники, малотоннажной химии, судо- и авиастроения.

## Экспорт
|         | 2017 | 2018 | 2019 |
| ------- | ---- | ---- | ---- |
| Импорт  | 1565 | 1806 | 1634 |
| Экспорт | 72   | 96   | 99   |